# データ中継衛星
データ中継衛星（データちゅうけいえいせい）とは、衛星間通信の一形態で低軌道を周回する人工衛星や宇宙船と地上局の間の通信を静止軌道上で中継する通信衛星の一種である。

## 概要
低軌道を周回する人工衛星や宇宙船と地上との通信は、人工衛星や宇宙船を地上局が可視できるわずかな時間のみ可能であるため、通信可能な時間帯と転送可能なデータ量には限界がある。常時通信可能とするためには、地上局を多数配置し、必要に応じて海上に衛星追跡艦を展開する必要があるが、多大なコストを要するほか、国外への地上局の設置には相手国の協力が必要となる。
このため、静止軌道上のデータ中継衛星が考案された。静止軌道からは1機で低軌道の6割を見通すことができるため、低軌道の衛星や宇宙船と地上局の間の通信を静止衛星で中継することで、限られた地上局で通信可能な範囲を拡大することが可能となる。静止軌道上に3機を配置することで低軌道全体が可視範囲となり、軌道公転時間のほとんどで通信が可能である。
データ中継衛星には、Sバンド、Kuバンド、Kaバンドなどのアンテナと衛星間通信機器が搭載されており、第2世代のTDRSでは最大300Mbps、宇宙航空研究開発機構が運用していたデータ中継技術衛星こだまでは、最大240Mbpsで通信を行っている。近年は地球観測衛星は高分解能化、高頻度観測化が進んでおり、データ中継衛星も大容量のデータを地上に転送する必要があるため、第3世代のTDRS、こだま後継機では、Kaバンド高利得アンテナで最大800Mbpsに通信速度が高速化されている。2016年1月に打ち上げられたEDRS（欧州）、2020年11月に打ち上げられた光データ中継衛星（日本）など、新世代のデータ中継衛星には、きらり（日本）、ARTEMIS（欧州）などの試験衛星でテストされた光無線通信が衛星間通信に採用された。

### 火星周回衛星によるデータ中継
2001マーズ・オデッセイ、マーズ・グローバル・サーベイヤー、マーズ・リコネッサンス・オービターなどの火星周回軌道に投入された火星探査機は、マーズ・エクスプロレーション・ローバーなどの火星表面に降り立った着陸機と地球との間の通信を中継している。専用のデータ中継衛星として火星通信衛星が計画されていたが、他のプロジェクトが優先されたため、計画は中止となった。

## 主なデータ中継衛星
- TDRS - アメリカ航空宇宙局が運用中のデータ中継衛星シリーズ
- ルーチ - ロシア連邦宇宙局が運用中のデータ中継衛星シリーズ
- 光データ中継衛星（データ中継衛星1号機） - 日本の内閣衛星情報センターが運用する情報収集衛星とJAXAが運用する地球観測衛星だいち4号の通信を中継する衛星
- DRTS - 日本の宇宙航空研究開発機構が運用していたデータ中継衛星
- ARTEMIS - 欧州宇宙機関（ESA）が運用中のデータ中継試験衛星
- EDRS - 欧州宇宙機構が運用予定のデータ中継システム。商業通信衛星にミッション機器を搭載する。
- 天鏈1号 - 中国の国家航天局が運用中のデータ中継衛星シリーズ